# Aureliano (cônsul em 400)

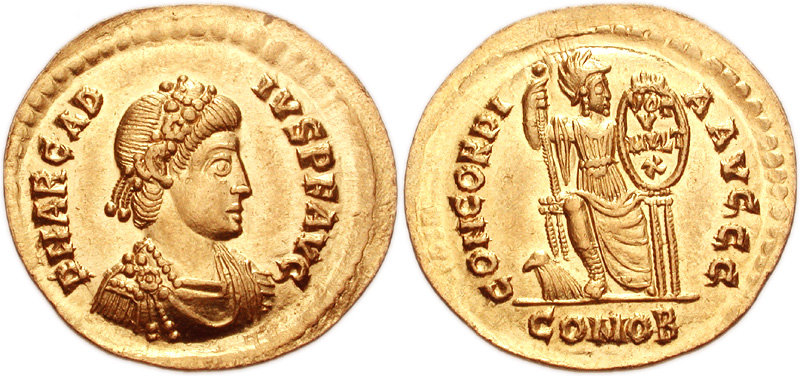
Soldo de Arcádio r.

Aureliano (em latim: Aurelianus) foi um oficial bizantino dos séculos IV e VI que esteve ativo durante o reinado dos imperadores Arcádio (r. 395–408) e Teodósio II (r. 408–450). Filho do cônsul Touro, foi irmão do oficial Eutiquiano. Descrito pelas fontes como estudioso e bem-comportado, foi alegoricamente citado na obra de Sinésio como o personagem "Osíris", o líder do partido antigótico da De Providentia. Além dele, cita-se na obra de Sinésio seu filho Touro, alegoricamente chamado Hórus.
Em data desconhecida, Aureliano foi assessor de vários duques imperiais, sejam eles comandantes militares ou governadores civis, e talvez um mestre dos ofícios e questor do palácio sagrado. Entre 393-394, foi nomeado como prefeito urbano de Constantinopla e em 399 tornou-se prefeito pretoriano do Oriente e juiz, este último por nomeação de Eutrópio. Sua administração foi muito elogiada por Sinésio em sua obra.
Antes do final de 399, foi sucedido como prefeito pretoriano por Eutiquiano e em 400 foi nomeado cônsul posterior com Estilicão. Mais tarde no mesmo ano, foi rendido com João e Saturnino pelo imperador Arcádio ao oficial militar de origem gótica Gainas, que condenou-os ao exílio. Após a derrota de Gainas em 400, Aureliano e seus companheiros puderam retornar para Constantinopla. Entre 414-416, exerceu pela segunda vez a função de prefeito pretoriano do Oriente e em 415 foi nomeado à dignidade de patrício.